# Johann Sebald Baumeister
Johann Sebald Baumeister (* 2. Oktober oder 3. Oktober 1775 oder 1777 in Augsburg; † 9. März 1829 in Schwäbisch Gmünd) war ein Miniaturmaler und Zeichner.
Der Sohn von Samuel Baumeister war ab 1803 in Schwäbisch Gmünd als Zeichenlehrer tätig. Er machte sich mit Stadt- und Landschaftsansichten des Gmünder Raums und durch Kopien historischer Porträtserien einen Namen.
Johann Sebald Baumeister war der Vater des Tiermalers Johann Wilhelm Baumeister (1804–1846).

## Werke
- Galerie der Familien Bilder des ehemals Kaiserlichen Hauses der Hohenstauffen: nach den in dem Königlich Würtembergischen Kloster Lorch befindlichen Originalien gezeichnet, [Ritter], [Gmünd], 1805, urn:nbn:de:bvb:12-bsb00047541-1, (Digitalisat)
- Abbildung der Statuen in der wöllwarthischen Todtenhalle in dem Kloster Lorch: ein Beytrag zur Geschichte der Kunst und des Geschmacks im vierzehenden, fünfzehenden und sechzehenden Jahrhundert. Ritter: Gmünd 1808 [„historisch-artistischer Commentar“ von J. G. Pahl] (Digitalisat).
- Schriftzüge der meisten bekannten Sprachen von Europa, Asien und Africa, 1810
- Familienbilder des Hauses Hohenzollern: von den in dem Hochfürstlichen Schlosse zu Hechingen befindlichen Originalien copirt / Baumeister, Johann Sebald. – [s. l.], 1817
- Galerie des edeln Regenten Baierns: von Theudo, dem ersten Baierischen Regenten und Stammvater an, in ununterbrochener Reihenfolge, Eckardt, s. l., 1819 (Kurzverzeichnis, Beschreibung der Handschrift Cod.icon. 373, in: BSB-CodIcon Online. Elektronischer Katalog der Codices iconographici monacenses der Bayerischen Staatsbibliothek München)
- Handschrift der Württembergischen Lanedesbibliothek Stuttgart Cod. hist. oct. 172 zu den Statuen der Herren von Rechberg (1809)